# Suthfeld
Suthfeld es un municipio situado en el distrito de Schaumburg, en el estado federado de Baja Sajonia (Alemania). Tiene una población estimada, a fines de 2020, de 1482 habitantes.
Está ubicado a poca distancia al este de la frontera con el estado de Renania del Norte-Westfalia y al oeste de Hannover, la capital del estado.